# Mártires españoles del siglo XX

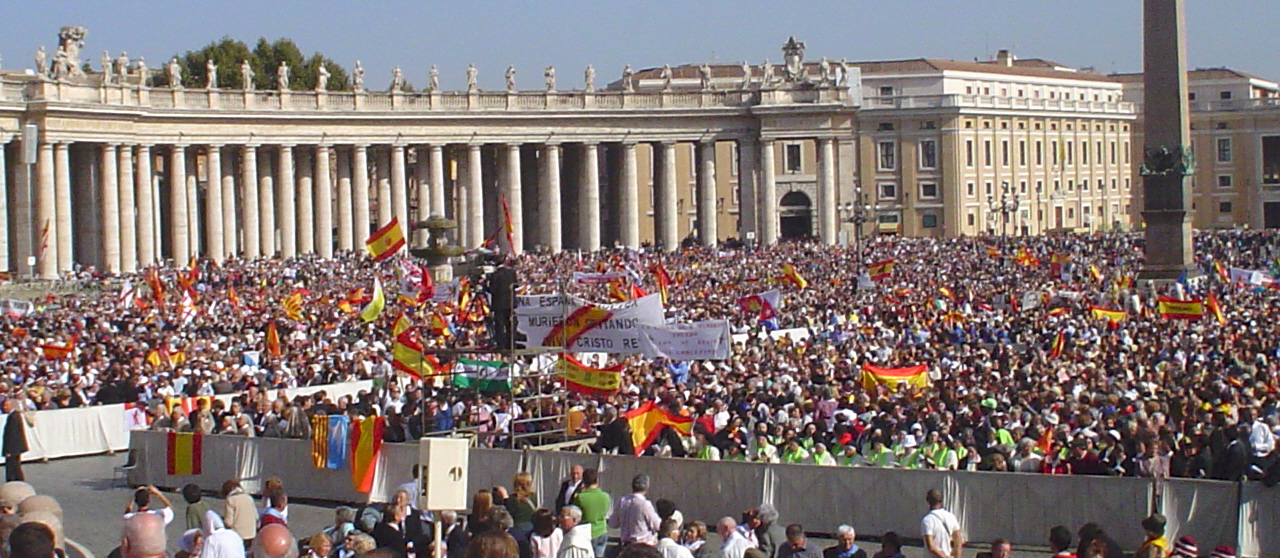
Aspecto de la Plaza de San Pedro en Roma.

Mártires españoles del siglo XX es la denominación elegida por la Iglesia católica para el reconocimiento o beatificación de un número de sus religiosos que murieron de forma violenta en los años 1930 y durante el llamado  Terror Rojo a lo largo del periodo de la II República, y dentro de la zona del Frente Popular por odio a su fe católica, en circunstancias que consideran modélicas por haber mantenido la profesión de su fe en el momento de la ejecución, siendo así mártires para ellos. Su memoria se recuerda en la Iglesia católica el 6 de noviembre.

## Historia
Durante la guerra civil española de 1936-1939, y especialmente en los primeros meses del conflicto, se ejecutó a clérigos a título individual y se persiguió a comunidades religiosas enteras, con un balance de 13 obispos, 4172 sacerdotes diocesanos y seminaristas, 2364 monjes y frailes y 283 monjas, para un total de 6832 víctimas clericales, en lo que se conoce como Terror Rojo de España.

### Juan Pablo II
El Papa Juan Pablo II beatificó a 473 mártires en los años 1987, 1989, 1990, 1992, 1993, 1995, 1997 y 2001. Unos 233 clérigos ejecutados fueron beatificados por Juan Pablo II el 11 de marzo de 2001. En 1999 también canonizó a un hermano cristiano y a los nueve Mártires de Turón, el primer grupo de mártires de la guerra civil española que alcanzó la santidad. En cuanto a la selección de los candidatos, el arzobispo Edward Novack de la Congregación de los Santos explicó en una entrevista a L'Osservatore Romano "Ideologías como el nazismo o el comunismo sirven de contexto al martirio, pero en primer plano destaca la persona con su conducta y, caso por caso, es importante que el pueblo entre el que vivió la persona afirme y reconozca su fama de mártir y luego le rece, obteniendo gracias. No nos preocupan tanto las ideologías como el sentido de la fe del Pueblo de Dios, que juzga la conducta de la persona".

### Papa Benedicto XVI
Benedicto XVI beatificó a 530 mártires en los años 2005, 2007, 2010 y 2011, siendo el mayor el de los 498 mártires españoles en octubre de 2007, en la mayor ceremonia de beatificación de la historia de la Iglesia católica. En este grupo de personas, el Vaticano no ha incluido a todos los mártires españoles, ni a ninguno de los 16 sacerdotes que fueron ejecutados por el bando nacionalista en los primeros años de la guerra. Esta decisión ha provocado numerosas críticas de los familiares supervivientes y de varias organizaciones políticas españolas.
La beatificación reconoció el extraordinario destino y la muerte, a menudo brutal, de las personas implicadas. Algunos han criticado las beatificaciones por deshonrar a personas ajenas al clero que también murieron en la guerra, y por ser un intento de desviar la atención del apoyo de la Iglesia a Franco (algunos sectores de la Iglesia calificaron la causa nacionalista de "cruzada"). Dentro de España, la Guerra Civil sigue suscitando grandes emociones. El acto de beatificación también ha coincidido en el tiempo con el debate sobre la Ley de Memoria Histórica (sobre el tratamiento de las víctimas de la guerra y sus secuelas) promovido por el Gobierno español.
En respuesta a las críticas, el Vaticano ha descrito las beatificaciones de octubre de 2007 como relativas a virtudes personales y santidad, no a ideología. No se trata de "resentimiento, sino de reconciliación".  El Gobierno español ha apoyado las beatificaciones, enviando al ministro de Asuntos Exteriores Miguel Ángel Moratinos para asistir a la ceremonia.
Entre los asistentes se encontraba Juan Andrés Torres Mora, familiar de uno de los mártires y el diputado español que había debatido la ley de memoria por el PSOE
.
Las beatificaciones de octubre de 2007 han elevado a 977 el número de mártires beatificados por la Iglesia, once de los cuales han sido canonizados como santos. Debido a la amplitud de la persecución, podrían proponerse muchos más casos; hasta 10 000 según fuentes de la Iglesia católica. Ya se ha iniciado el proceso de beatificación de unas 2.000 personas.
En las beatificaciones del 28 de octubre de 2007, el Papa Benedicto subrayó la llamada a la santidad para todos los cristianos, afirmando que era "una posibilidad realista para todo el pueblo cristiano". También señaló: "Este martirio en la vida ordinaria es un testimonio importante en la sociedad secularizada de hoy."

### Papa Francisco
El Papa Francisco beatificó a 522 mártires el 13 de octubre de 2013, en Tarragona, España; entre ellos se encontraba Eugenio Sanz-Orozco Mortera de Manila, Filipinas, que se convirtió en el primer filipino mártir de la guerra civil española. También aprobó beatificaciones adicionales para mártires españoles que tuvieron lugar para un sacerdote el 1 de noviembre de 2014, así como dos grupos de mártires de grupo tanto el 5 de septiembre de 2015 como el 3 de octubre de 2015. El Papa también aprobó la beatificación de 26 mártires capuchinos, que tuvo lugar el 21 de noviembre de 2015. La beatificación de Valentín Palencia Marquina y sus cuatro compañeros tuvo lugar el 23 de abril de 2016 en Burgos. La beatificación para Genaro Fueyo Castañón y sus tres compañeros se celebró en Oviedo el 8 de octubre de 2016 y la beatificación de José Antón Gómez y 3 compañeros se celebró en Madrid el 29 de octubre de 2016. Los 114 mártires almerienses fueron beatificados el 25 de marzo de 2017, y Antonio Arribas Hortigüela y sus seis compañeros fueron beatificados el 6 de mayo de 2017 en Gerona. La beatificación de Mateo Casals Mas y 108 compañeros fueron beatificados en Barcelona el 21 de octubre de 2017 y Vicenç Queralt Lloret y 20 compañeros así como José María Fernández Sánchez y 38 compañeros fueron beatificados en Madrid el 11 de noviembre de 2017. La beatificación de Teodoro Illera del Olmo y 15 compañeros se celebró el 10 de noviembre de 2018. La beatificación de Ángel Cuartas Cristóbal y sus 8 compañeros se celebró en Oviedo el 9 de marzo de 2019 mientras que María Isabel Lacaba Andia y sus 13 compañeros fueron beatificados en Madrid el 22 de junio de 2019. María Pilar Gullón Yturriaga y 2 compañeras fue beatificada en Astorga el 29 de mayo de 2021. La beatificación de Juan Elías Medina y 126 compañeros se celebrará en Córdoba el 16 de octubre de 2021, Francisco Cástor Sojo López y 3 compañeros en Tortosa el 30 de octubre de 2021 Benet Domènech Bonet y 2 compañeros en Barcelona el 6 de noviembre de 2021 Las beatificaciones de Cayetano Giménez Martín y 15 compañeros en Granada el 26 de febrero de 2022, Ángel Marina Álvarez y 19 compañeros, Isabel Sánchez Romero, Juan Aguilar Donis y 5 compañeros en Almería el 18 de junio de 2022 y Vicente Nicasio Renúncio Toribio y 11 compañeros en Madrid el 22 de octubre de 2022.

## Polémica
Entre los beatificados se encuentra Cruz Laplana y Laguna, obispo de Cuenca. Según sus detractores, fue un conocido partidario del régimen monárquico, que desde la proclamación de la Segunda República, llevó a cabo una serie de campañas políticas a favor de la derecha por toda la provincia, y que tenía contactos con oficiales militares como el general Joaquín Fanjul, quien lideraría la sublevación militar de 1936 en Madrid, en apoyo de Franco. El obispo de Cuenca es descrito en su biografía como el "consejero supremo" del general Fanjul, además de estar relacionado con Falange. En 1936 apoyó personalmente a José Antonio Primo de Rivera, líder de dicho partido, como candidato en las elecciones locales. Cuando la sublevación fracasó en Cuenca, el obispo fue detenido por milicianos republicanos. Fue juzgado por conspirar contra la legalidad republicana y ejecutado el 8 de agosto.
Por parte de sus partidarios, se declara que esas acusaciones son calumnias. En el proceso de beatificación, el alcalde socialista de Cuenca en 1936 declaró: "puedo resaltar que el Sr. Obispo, en política, huía de toda ella. La impresión en que se le tenía en Cuenca era que era buena persona, y no se le tenía odio alguno". Otro importante miembro del Frente Popular declaró en el mismo proceso: "“yo puedo decir que en el Palacio (episcopal) no se encontró absolutamente nada, ni de cartas, ni de periódicos, ni de armas, nada que pudiera ser comprometedor para el Sr. Obispo”.
Otro es Fulgencio Martínez, un sacerdote del pueblo de La Paca en Murcia, que fue fusilado tras el levantamiento, y que, según muchos lugareños, estaba estrechamente aliado con los terratenientes locales. Durante varios días antes de la sublevación, el padre Fulgencio se reunió con estos terratenientes en el casino del pueblo—el centro de la vida social de las élites locales en la España rural—para organizar el apoyo a la rebelión. Ofreció armas y dinero a cualquiera que quisiera unirse a una milicia improvisada. El 18 de julio, día de la sublevación, el padre Fulgencio se encontraba entre las personas que recorrían las calles del pueblo en camiones, concitando el apoyo a la sublevación con gritos de "¡Viva el Ejército!" y "¡Viva el General Queipo de Llano!"
De la segunda, la polémica en torno a la beatificación de agustiniano fray Gabino Olaso Zabala, que figura como compañero de Avelino Rodríguez Alonso, se refiere a su vida anterior. Fray Zabala fue martirizado durante la Guerra Civil y beatificado. Se llamó la atención sobre el hecho de que fray Olaso había sido misionero en Filipinas durante la rebelión Katipunan contra el dominio español, y había sido acusado de torturar a fray Mariano Dacanay, presunto simpatizante de los rebeldes. Sin embargo, esta objeción ignora la proclamación de la Iglesia de que incluso los pecadores pueden arrepentirse y convertirse en santos, como en el caso de Agustín de Hipona. También malinterpreta la naturaleza de una causa de martirio, en la que el factor principal es la muerte de la persona por odio religioso a la fe, y no la santidad de su vida anterior.
La tercera objeción se refiere a la actitud de la Iglesia hacia las víctimas del Represión nacionalista. Sobre la actitud del Vaticano, Manuel Montero, profesor de la Universidad del País Vasco comentó el 6 de mayo de 2007:

La Iglesia, que sostuvo la idea de una 'Cruzada Nacional' para legitimar la rebelión militar, fue parte beligerante durante la Guerra Civil, aun a costa de alienar a parte de sus miembros. Continúa en un papel beligerante en su insólita respuesta a la Ley de Memoria Histórica recurriendo a la beatificación de 498 "mártires" de la Guerra Civil. Entre ellos no se cuentan los sacerdotes ejecutados por el Ejército de Franco... Sus criterios selectivos respecto a los religiosos que formaron parte de sus filas son difíciles de entender. Los sacerdotes que fueron víctimas de los republicanos son "mártires que murieron perdonando", pero aquellos sacerdotes que fueron ejecutados por los franquistas son olvidados.

Aunque gran parte de la España republicana tenía un sentimiento anticlerical, el País Vasco, que también apoyaba a la República, no lo era; el clero de la región se opuso al golpe nacionalista, y sufrió en consecuencia. Al menos 16 sacerdotes nacionalistas vascos (entre ellos el arcipreste de Mondragón) fueron asesinados por los nacionalistas, y cientos más fueron encarcelados o deportados. Esto incluyó a varios sacerdotes que intentaron detener las matanzas. Hasta la fecha, el Vaticano no ha considerado a estos clérigos como mártires de la guerra civil española, ya que no fueron asesinados por «odio a la Fe» (odium fidei), un requisito previo para el reconocimiento del martirio.